# Стригаль

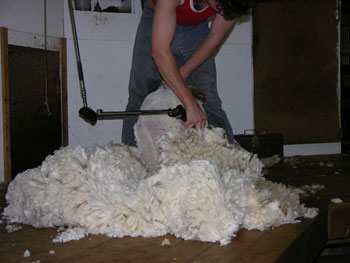
Стригалі з Австралії

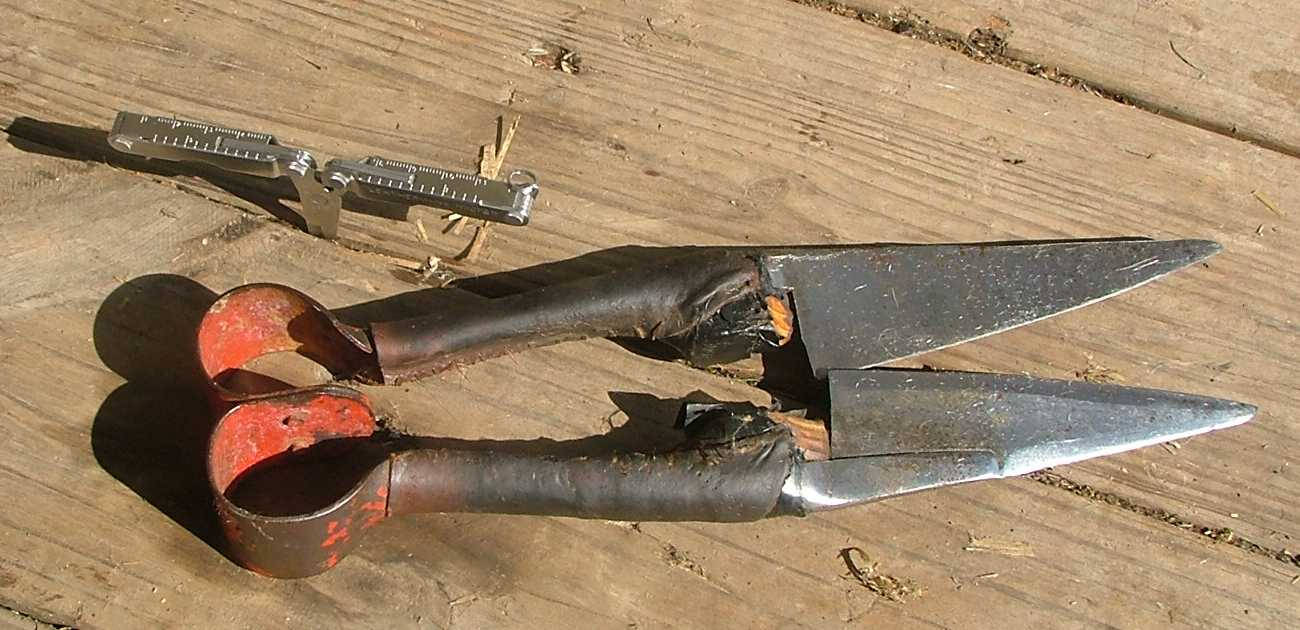
Ножиці стригаля

Стрига́ль, стрижі́й — назва професії, робітник, який займається стрижкою сільськогосподарських тварин, переважно овець. Стригалі є операторами стригальної машини або ножиць (леза).

## Історія
На світанку становлення вівчарства в Австралії стрижку овець виконували пастухи та вівчарі, найнята прислуга, достроково звільнені в'язні та різнороби за допомогою спеціальних ножиць. Але з розвитком індустрії вівчарства вимагалося все більше стригалів. Зростала кількість роботи, а умови залишалися тими ж і стригалям доводилося протистояти складним умовам праці. Робота вимагала багато часу і низько оплачувалася. У 1888 році Австралія перетворилася на першу в світі країну, в якій (на ранчо «Dunlop Station») використовувався автоматизований спосіб стрижки худоби. До 1915 року більшість австралійських ферм придбали машинки для стрижки овець на парових двигунах, потім з'явилися машини на двигунах внутрішнього згоряння, які поширювалися у міру появи можливості постачання палива у віддалені фермерські господарства.

## Спецодяг

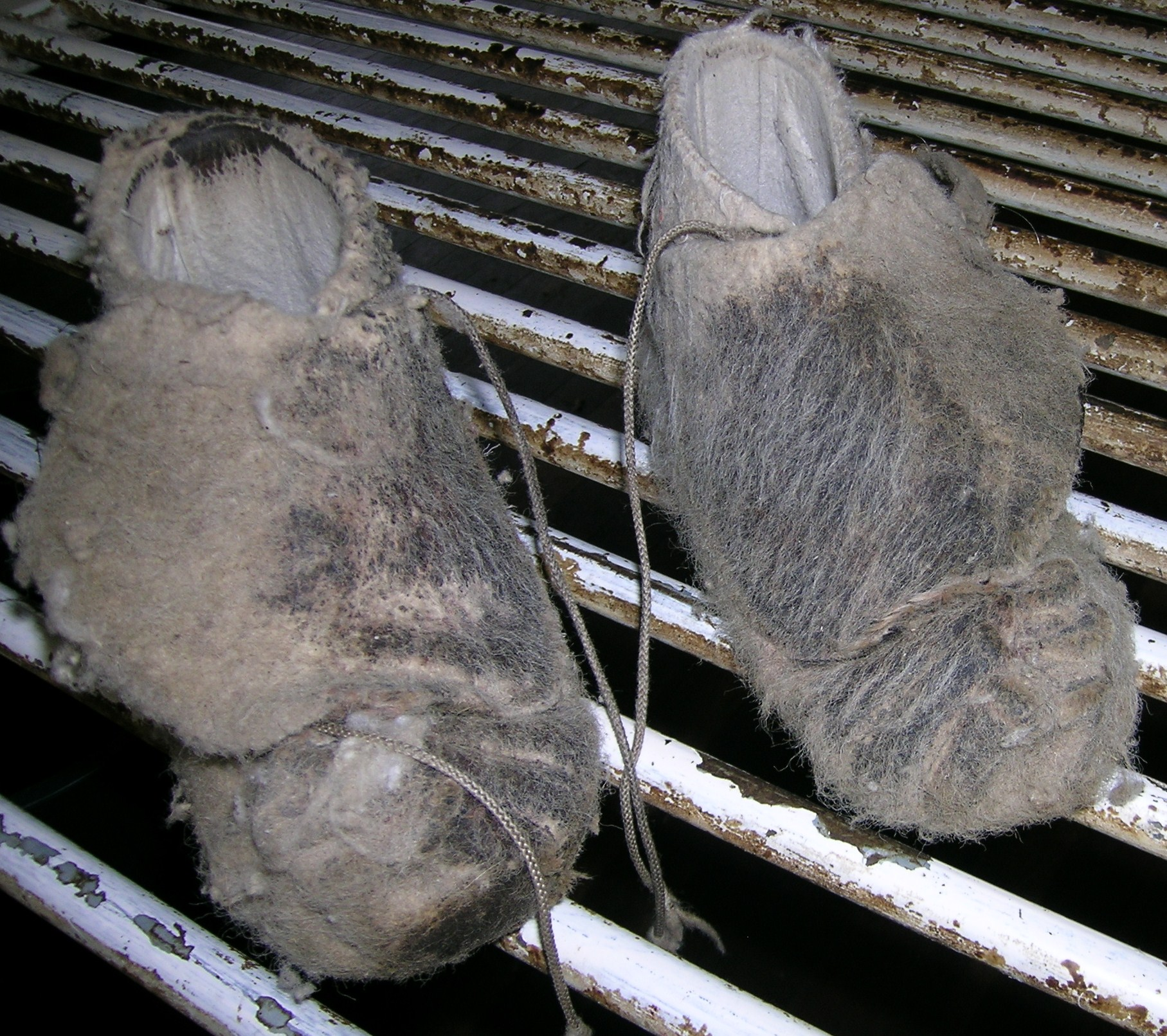
мокасини стригаля на столі для скочування вовни

Одяг повинен захищати стригаля від овець, і тому складається в основному з наступного:
- Джинси стригаля, або робочі штани з грубої бавовняної тканини з подвоєною по товщині тканиною спереду і з нижньої частини ніг ззаду.
- Сорочка стригаля: сорочка з потовщувальними нашивками під руками, де зазвичай розташовуються ноги вівці під час стрижки.
- Черевики стригаля: шкіряні черевики з еластичними боками або шнурками спереду і заслінка для запобігання попадання шнурків у гребінець.
- Або мокасини стригаля: сучасна версія з синтетичного волокна зі шнурками зовні, які мають шар, що перешкоджає ковзанню підошов, для запобігання ковзання на олії. Мокасини вимагають частого прання, щоб запобігти поширенню хвороб, вошей і так далі.

## Спортивна стрижка овець
Асоціація фермерів Нової Зеландії пропонує оголосити стрижку овець олімпійським видом спорту. У Новій Зеландії регулярно проходять міжнародні змагання зі стрижки овець. Рекорд швидкості стрижки належить новозеландці Керрі-Джо Те Хуїа: за вісім годин вона постригла понад 500 овець.
Фермерська асоціація Нової Зеландії вважає, що фізичні зусилля для цього подвигу рівносильні пробігу двох марафонів поспіль.